# 宮本笑里
宮本 笑里（みやもと えみり、「宮本」は旧姓、「笑里」は本名、1983年12月7日 - ）は、日本のヴァイオリニスト。
東京都出身。ソニー・ミュージックアーティスツ所属。オーボエ奏者、後に指揮者として活動した（現在は引退）宮本文昭の二女。

## 経歴
父の仕事の関係で生後2週間でドイツに移住。1991年頃に帰国した後、7歳でヴァイオリンを始める。父の勧めではなく、友人が習い事をしていることに刺激を受けたことがきっかけで、「音楽教室の先生が優しそうだ」という理由でヴァイオリンを選択した。
中学1年で再びドイツへ渡航。1998年、14歳でドイツ学生音楽コンクールデュッセルドルフで1位入賞。
1999年、帰国。2002年に東京音楽大学付属高等学校を卒業後、東京音楽大学に進学。2003年頃、桐朋学園大学カレッジ・ディプロマ・コースに編入学。
2003年頃、女性クラシカルバンドVanilla Moodの結成に参加、芸名をEmileeとして活動。2004年からNHK総合『お昼ですよ!ふれあいホール』にレギュラー出演し、番組内でテーマ曲などを生演奏した。当時の所属はヴィジョンファクトリー。
2005年1月7日、学業およびクラシックへの専念を理由に、Vanilla Moodを「卒業」という形で脱退。同年12月4日、NHK-BS2『叙情歌大全集』に、本名の「宮本笑里」名義で父の文昭との共演で出演。
2006年4月22日、調布市東部公民館で松田理奈、西方有加らと初コンサート。
同年のだめオーケストラメンバー（フジテレビ『のだめカンタービレ』）に選ばれた。
2007年2月7日、宮本のために書き下ろされた曲「passion cachée〜秘めた思い〜」（松本俊明作曲）を収録したオムニバスCD「image6」を発売。同日に公式サイトを公開してCDデビューに向けた本格的なプロモーションを始め、同年7月18日、アルバム「smile」でCDデビュー。同年10月2日、サントリーホール小ホール（ブルーローズ）にてデビュー・リサイタル。
2008年2月、大阪（7日）・名古屋（8日）・東京（14日）の3カ所を巡る「smileツアー2008」を実施し、ツアーに併せてフォト・エッセイ「smile/宮本笑里」を発売。同年9月2日セカンドアルバム「tears」を発売。「tears」には宮本が抜擢されたTBS系テレビ「THE世界遺産」メインテーマ曲「Les enfants de la Terre〜地球のこどもたち〜」（服部隆之作）が収録されている。同年11月12日、フランス人歌手クレモンティーヌの娘ソリータ（solita）とのコラボシングル「東京 et 巴里」を発売。「東京 et 巴里」は、10月9日からフジテレビ系の「ノイタミナ」枠にて放映が開始された『のだめカンタービレ　巴里編』のエンディング・テーマとして使われた。
2009年3月11日、初めて単独出演したヤマザキビスケット「コーンチップ」のCMの放映開始。NHK大河ドラマ『天地人』紀行テーマ「逢恋~天地人紀行」、映画『クヌート』のメインテーマ「いのちの星」、「THEハプスブルク」展のテーマ「dream」などを担当。 
同年10月21日、最新3rdアルバム『dream』をリリースし、全国ソロコンサートツアーを行う。 毎日放送制作TBS系『情熱大陸』（2009年11月15日放送）に出演。同年11月25日、スウィートボックス元ボーカルのジェイド（Jade Valerie Villalon）と日米デュオユニットを結成し「Saint Vox」を発売。また、第60回NHK紅白歌合戦（NHK総合・ラジオ第1）に出演し、秋元順子と共演する。
2010年4月から、日本テレビの『NEWS ZERO』にカルチャーキャスターとして週1回出演。
2012年8月22日、4歳年上の一般男性と結婚。同年12月5日、フジテレビ系『2012 FNS歌謡祭』に出演。倖田來未、華原朋美、西野カナとコラボレーションした。
2013年7月31日、フジテレビ系『FNSうたの夏まつり2013』に出演。倖田來未、西野カナ、安全地帯、徳永英明、沖仁、上妻宏光、華原朋美、シャ乱Q、氷川きよしとコラボレーションした。同年10月上旬、体調を崩し自宅療養、12月13日に公式ブログで妊娠を発表。
2014年5月、第1子の女児を出産。

## エピソード
身長158cm、視力は左右0.1。日常生活では眼鏡をかけるが、公の場ではコンタクトレンズを使用する。これまでに徳永二男、四方恭子、久保陽子、店村眞積、堀正文に師事している。
学生時代、Vanilla Moodのメンバーとして活動したことは、2005年12月にNHK BS「BSふれあいホール」に出演した際、経歴紹介のクレジットの中で記載されたが、デビュー後は公式プロフィールで言及していない。この点について、宮本の所属事務所は「あえて公表する必要を感じない」としている。
20代の頃、とにかく「上手になりたい」という気持ちに突き動かされ、1日16時間練習していた。
Vanilla Mood脱退後からデビューまでの間、小澤征爾音楽塾・オペラプロジェクト、NHK交響楽団や東京都交響楽団の定期公演、宮崎国際音楽祭などに参加し、経験を積んだ。当時は、父から買い与えられた1990年代製の楽器を使用していた。
現在の使用楽器は、ドメニコ・モンタニアーナ（1720年代、ヴェネツィア製）。壱番屋創業者宗次徳二が理事長を務めるNPO法人イエロー・エンジェルから貸与されている。プロの音楽家になることを決意してからは、父・文昭から厳しい指導を受け、練習中に泣き出してしまうこともあった。
家族は両親と姉。2010年11月に結婚した姉を祝うため収録した曲が、アルバム「for」の「Butterfly」。
愛犬はトイプードルのベリー（オス）とアンジュ（メス）。ベリーは「break」のミュージック・ビデオに登場している。

## 作品

### シングル
|     | リリース日     | タイトル     | 規格品番   |
| --- | -------------- | ------------ | ---------- |
| 1st | 2008年3月26日  | fantasy      | SICC-876   |
| 2nd | 2008年11月12日 | 東京 et 巴里 | SICL-210   |
| 3rd | 2009年7月22日  | いのちの星   | SICL-216/7 |
|     | 2022年6月30日  | ララミディア | SICL-30058 |

### 配信限定シングル
| 発売日        | タイトル                                   |
| ------------- | ------------------------------------------ |
| 2012年12月5日 | チャールダーシュ〜ライヴ・イン・ベルギー   |
| 2013年7月10日 | SOLA                                       |
| 2022年5月25日 | ホルスト:木星 (with 福川伸陽)              |
| 2022年6月22日 | ファリャ:スペイン舞曲第1番(クライスラー編) |
| 2023年7月19日 | ニライカナイ                               |

### アルバム

#### オリジナルアルバム
|     | リリース日     | タイトル       | 規格品番                |
| --- | -------------- | -------------- | ----------------------- |
| 1st | 2007年7月18日  | smile          | SICC-10052              |
| 2nd | 2008年9月3日   | tears          | SICC-10074/5 SICC-10076 |
| 3rd | 2009年10月21日 | dream          | SICC-10085/6 SICC-10087 |
| 4th | 2010年12月8日  | for            | SICC-10098/9 SICC-10100 |
| 5th | 2012年3月7日   | renaissance    | SICC-10113/4 SICC-10115 |
| 6th | 2015年9月16日  | birth          | SICL-276/7 SICL-278     |
| 7th | 2017年4月26日  | amour          | SICL-282/3 SICL-284     |
| 8th | 2018年月25日   | classique      | SICC-39010/1 SICC-39012 |
| 9th | 2022年7月20日  | classique deux | SICC-39101/2 SICC-39103 |

#### その他アルバム
|           | リリース日     | タイトル   | 規格品番                           |
| --------- | -------------- | ---------- | ---------------------------------- |
| ミニ      | 2009年3月18日  | break      | SICL-213/4                         |
| Saint Vox | 2009年11月25日 | Saint Vox  | SICP-2478/9 SICP-2480              |
| コラボ    | 2011年8月17日  | 大きな輪   | SICL-253/4 SICL-255                |
| ベスト    | 2013年2月13日  | emiri best | SICC-10174/5 SICC-1617/8 SICC-1619 |
| ミニ      | 2020年4月8日   | Life       | SICL-30049/50 SICL-30051           |

### 映像作品
| リリース日    | タイトル                         | 規格品番            |
| ------------- | -------------------------------- | ------------------- |
| 2011年12月7日 | ライヴ・アット・サントリーホール | SIBC-160/1 SIBC-162 |

### 参加作品
| リリース日     | 曲名                                                              | 収録された作品                                                          |
| -------------- | ----------------------------------------------------------------- | ----------------------------------------------------------------------- |
| 2006年4月5日   | Smile for Her / 朝川朋之 & 宮本笑里                               | 宮本文昭「サンクス!」                                                   |
| 2007年2月7日   | passion cachee 〜秘めた思い〜 / 松本俊明 & 宮本笑里               | Various Artists「image6」                                               |
| 2007年4月18日  | ダッタン人の踊り                                                  | Various Artists「image LA FOLLE JOURNE selection」                      |
| 2007年4月18日  | スラヴ幻想曲                                                      | Various Artists「のだめカンタービレ ラ・フォル・ジュルネ セレクション」 |
| 2007年11月7日  | 天に捧ぐ / ケイコ・リー & 小松亮太 & 宮本笑里                     | Original Soundtrack「風の果て」                                         |
| 2007年11月7日  | 霧の涙                                                            | Original Soundtrack「風の果て」                                         |
| 2008年2月6日   | Fantasy for Violin and Orchestra                                  | Various Artists「image7」                                               |
| 2009年3月11日  | ALIVE / CHEMISTRY with ジェイク・シマブクロ×宮本笑里              | CHEMISTRY「the CHEMISTRY joint album」                                  |
| 2009年12月2日  | 「五線紙のラヴソング feat. 宮本笑里」                             | DEEN「LOVERS CONCERTO」                                                 |
| 2010年11月3日  | また君に恋してる feat. 宮本笑里                                   | エリック・マーティン「MR.VOCALIST 3」                                   |
| 2010年11月17日 | 道標 2010                                                         | 福山雅治「THE BEST BANG!!」                                             |
| 2011年8月10日  | 君ノカケラ feat 宮本笑里                                          | 中孝介「君ノカケラ feat 宮本笑里」                                      |
| 2011年10月19日 | うたの歌                                                          | 池田綾子×宮本笑里「うたの歌」                                           |
| 2015年11月4日  | ディズニープリンセス・メドレー with 宮本笑里                      | May J.「May J. sings Disney」                                           |
| 2016年2月24日  | LIFE（※インストのみのオーケストラバージョン）                     | Various Artists「MIKA NAKASHIMA TRIBUTE」                               |
| 2018年3月7日   | You Raise Me Up                                                   | Various Artists「イマージュ18 エモーショナル・アンド・リラクシング」    |
| 2018年7月4日   | “天に捧ぐ” featuring ケイコ・リー&小松亮太&宮本笑里 [bonus track] | 小松亮太「Collaborations!」                                             |
| 2018年12月12日 | 同窓会                                                            | ナオト・インティライミ『「7」』                                         |
| 2019年2月27日  | 愛のあいさつ                                                      | Various Artists「イマージュ19 エモーショナル・アンド・リラクシング」    |
| 2019年3月6日   | Continue feat. 宮本笑里                                           | 春畑道哉「Continue」                                                    |

### タイアップ
| 曲名                                         | タイアップ |
| 第三の男                                     | サッポロビール「ヱビス <ザ・ホップ>」CMソング                                                                             |
| Les enfants de la Terre 〜地球のこどもたち〜 | TBS系「THE世界遺産」エンディングテーマ                                                                                    |
| 霧の涙                                       | NHKドラマ「風の果て」挿入曲                                                                                               |
| そらべあ物語                                 | アニメ「そらべあ」テーマソング                                                                                            |
| 東京 et 巴里                                 | フジテレビ系アニメ「のだめカンタービレ 巴里編」エンディングテーマ                                                         |
| edelweiss                                    | ワールド「Reflect」CMソング                                                                                               |
| break                                        | ヤマザキビスケット「コーンチップ」CMソング                                                                                |
| いのちの星                                   | 角川配給映画「クヌート」メインテーマ                                                                                      |
| serenity                                     | ソニー「デジタルノイズキャンセリングヘッドホン」CMソング                                                                  |
| dream                                        | 「THE ハプスブルク」展テーマソング                                                                                        |
| 夢～天地人紀行                               | NHKドラマ「天地人」紀行テーマ                                                                                             |
| 逢恋〜天地人紀行                             | NHKドラマ「天地人」紀行テーマ                                                                                             |
| 絆〜天地人紀行                               | NHKドラマ「天地人」紀行テーマ                                                                                             |
| 祈り〜天地人紀行                             | NHKドラマ「天地人」紀行テーマ                                                                                             |
| オベルタス〜2つの性格的なマゆズルカより      | ユニクロ「フリース」CMソング                                                                                              |
| Don't Leave Me This Way -energy flow-        | テレビ神奈川「billboard TOP40」11月度オープニングテーマ                                                                   |
| No More Songs                                | 日本テレビ系「NNNストレイトニュース」ウェザーテーマ                                                                       |
| We Fall                                      | 日テレNEWS24「まーけっとNavi」テーマソング                                                                                |
| Esperanza                                    | 日本テレビ系「Culture Journal」テーマソング                                                                               |
| Marina Grande                                | 「レンブラント 光の探究/闇の誘惑」展覧会テーマソング/「ZIPAIR Tokyo」 ボーディングミュージック                            |
| フレンズ                                     | モンデリーズ「プレミアムクラッカー」CMソング                                                                              |
| gift                                         | 百五銀行CMソング |
| Crime and Punishment                         | TBS系アニメ「鋼の錬金術師 FULLMETAL ALCHEMIST」挿入曲                                                                     |
| SOLA                                         | 九州沖縄テレビ朝日系列「スーパーJチャンネル九州・沖縄」オープニング曲/北日本放送「KNB news every.」気象情報コーナー挿入曲 |

## 出演

### テレビ番組
- NEWS ZERO（2010年 -2012年、日本テレビ） - カルチャーコーナーキャスター、火曜日に出演
- Culture Journal（2010年 - 2011年、日本テレビ） - MC
- ヒルナンデス!（2011年8月31日、日本テレビ）
- NHKのど自慢チャンピオン大会2012（2012年3月17日、NHK総合・ラジオ第1）- ゲスト審査員
- 新堂本兄弟（2013年 - 2014年、フジテレビ） - 堂本ブラザーズバンド
- しゃべくり007（2020年1月2日、日本テレビ）
- ベストアーティスト2021（2021年11月17日、日本テレビ）
- FNS歌謡祭 夏（フジテレビ）
  - 2021 FNS歌謡祭 夏（2021年7月14日）
  - 2022 FNS歌謡祭 夏（2022年7月13日）

### ラジオ
- smile time（2007年 - 2008年、CROSS FM）
- MITSUBISHI JISHO Classy Café（2009年 -、J-WAVE）ナビゲーター
- 宮本笑里クラッシータイム（2022年9月 - かしわプロダクション配給 地方局番組販売用） - パーソナリティー[14]

### CM
- サッポロビール「ヱビス <ザ・ホップ>」（2007年） - 父・文昭と共演
- ヤマザキビスケット[注 3]
  - 「コーンチップ」（2009年）
  - 「プレミアムクラッカー」（2010年 -） - チェロの水野由紀、ピアノの前田健治と共演
- ユニクロ「フリース」（2009年）
- ソニー デジタルノイズキャンセリングヘッドホン「MDR-NC600D」- 東京スカパラダイスオーケストラのGAMOと共演（2009年）
- ニベア花王「アトリックスビューティーチャージ」（2019年）[16][17]

### PV
- ゴスペラーズ「Sky High」（2008年）

### 舞台
- ミッシング・ピース（2007年）

### LIVE
- ONE OK ROCK ONE OK ROCK 2020 "Field of Wonder" at Stadium Live Streaming ゲスト出演 c.h.a.o.s.m.y.t.h、Wasted Nightsアレンジ、演奏（2020年）

## 書籍
- フォト・エッセイ「smile 宮本笑里」（2008年2月8日、ソニーマガジンズ） ISBN 978-4789732420
- バイオリンレパートリー「宮本笑里｜フレンズ」（2011年1月22日、ヤマハミュージックエンタテイメントホールディングス：菊倍判版） ISBN 978-4636858280